# Wahlenbergia galpiniae
Wahlenbergia galpiniae är en klockväxtart som beskrevs av Rudolf Schlechter. Wahlenbergia galpiniae ingår i släktet Wahlenbergia och familjen klockväxter. Inga underarter finns listade i Catalogue of Life.